# Edward Osbaldeston
Pour les articles homonymes, voir Osbaldeston.
Edward Osbaldeston, né en 1560 à Osbaldeston, près de Blackburn dans le Lancashire en Angleterre et mort à York le 16 novembre 1594 est un prêtre martyr catholique anglais arrêté et exécuté sous le règne d'Elizabeth Ire.

## Biographie
Né dans une famille semble-t-il restée fidèle à l'Église catholique, il se destine à la prêtrise. Ne pouvant étudier la théologie catholique chez lui, pour échapper aux interdits frappant le catholicisme en Angleterre, il doit se rendre sur le continent. Il est inscrit au collège anglais de l'université de Reims où il achève ses études de théologie en 1585. Ordonné il retourne secrètement en Angleterre en 1589 où il officie comme prêtre principalement dans le Yorkshire. En septembre 1594 il est découvert par un ancien prêtre catholique devenu clerc anglican du nom de Thomas Clark à Tollerton. Il est emprisonné à la prison de York où il est finalement jugé et condamné à mort pour haute trahison. Il subit le supplice réservé aux traîtres à savoir pendaison, éviscération et écartèlement.

## Vénération
Déclaré bienheureux par Jean-Paul II en 1987 Edward Osbaldeston est l'un des quatre-vingt-cinq martyrs d'Angleterre et de Galles béatifiés par ce dernier. Figurant aussi dans la liste des martyrs de Douai il est vénéré par l'Église catholique le 16 novembre.